# 短柄阿魏
短柄阿魏（学名：Ferula karataviensis）为伞形科阿魏属的植物。分布在俄罗斯以及中国大陆的新疆等地，生长于海拔1,100米至1,700米的地区，见于砾石质山坡上，目前尚未由人工引种栽培。